# Otites bradescui
Otites bradescui är en tvåvingeart som beskrevs av Gheorghiu 1988. Otites bradescui ingår i släktet Otites och familjen fläckflugor.
Artens utbredningsområde är Rumänien. Inga underarter finns listade i Catalogue of Life.